# 艾瑟尔河
艾瑟尔河（荷蘭語：IJssel，發音：[ˈɛisəl] ⓘ，發音：[ˈiːsl̩(t)]）位于荷兰境内，是莱茵河的岔流之一，于阿纳姆以东从下莱茵河分出，最终注入艾瑟尔湖，全长125公里。可通航。水流緩慢，沉積大量淤泥。

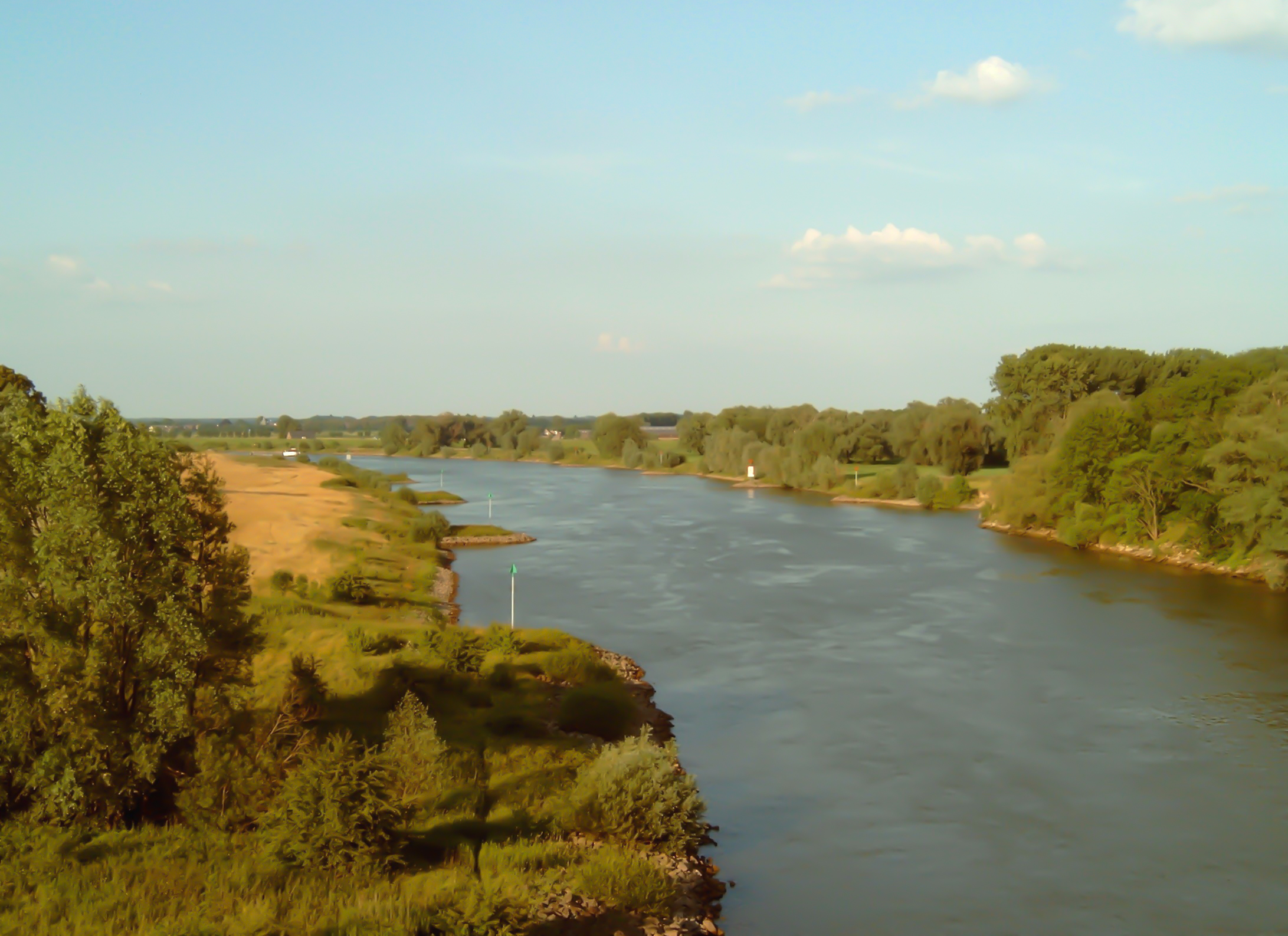
海爾德蘭省段
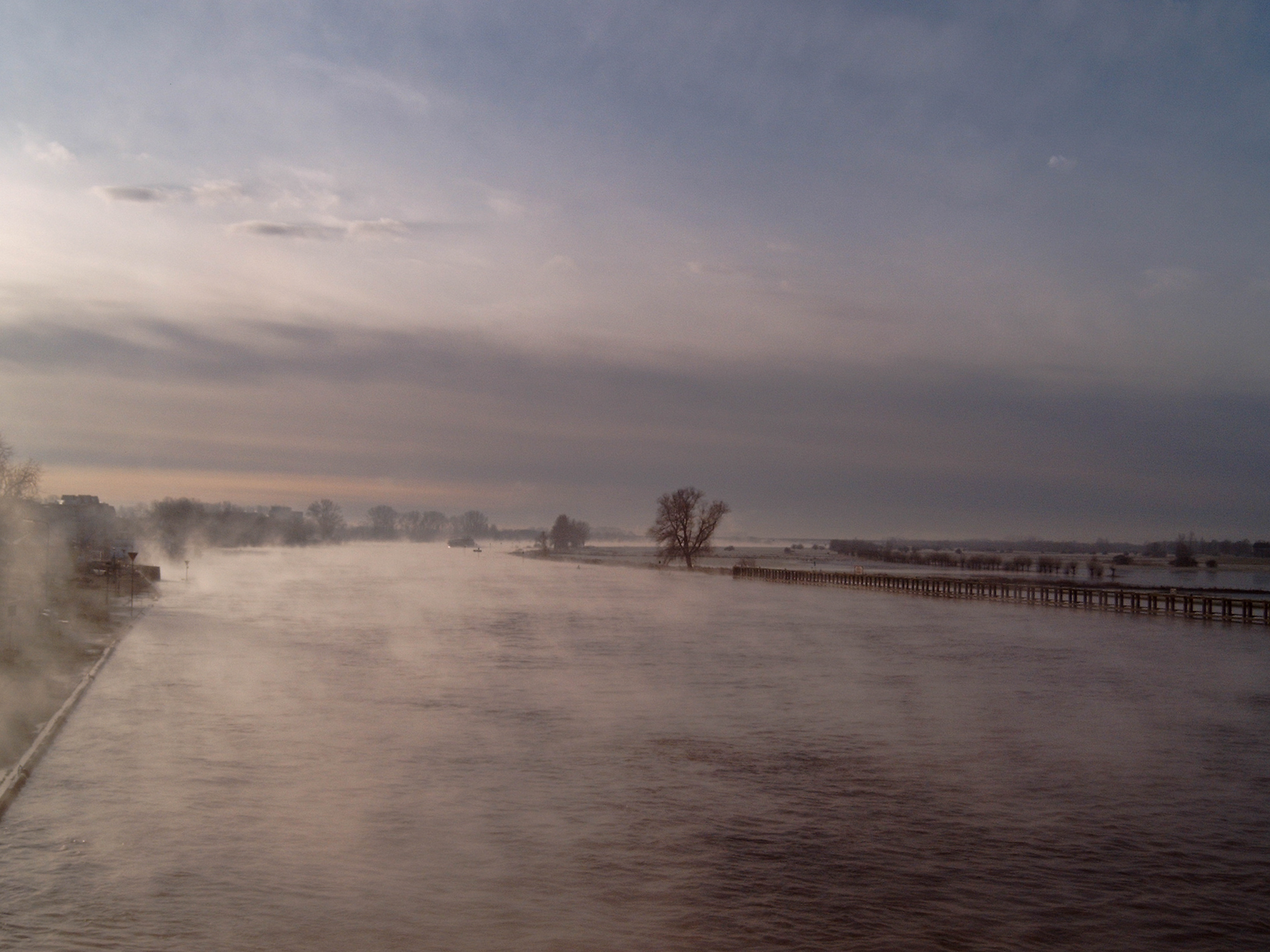
聚特芬市段
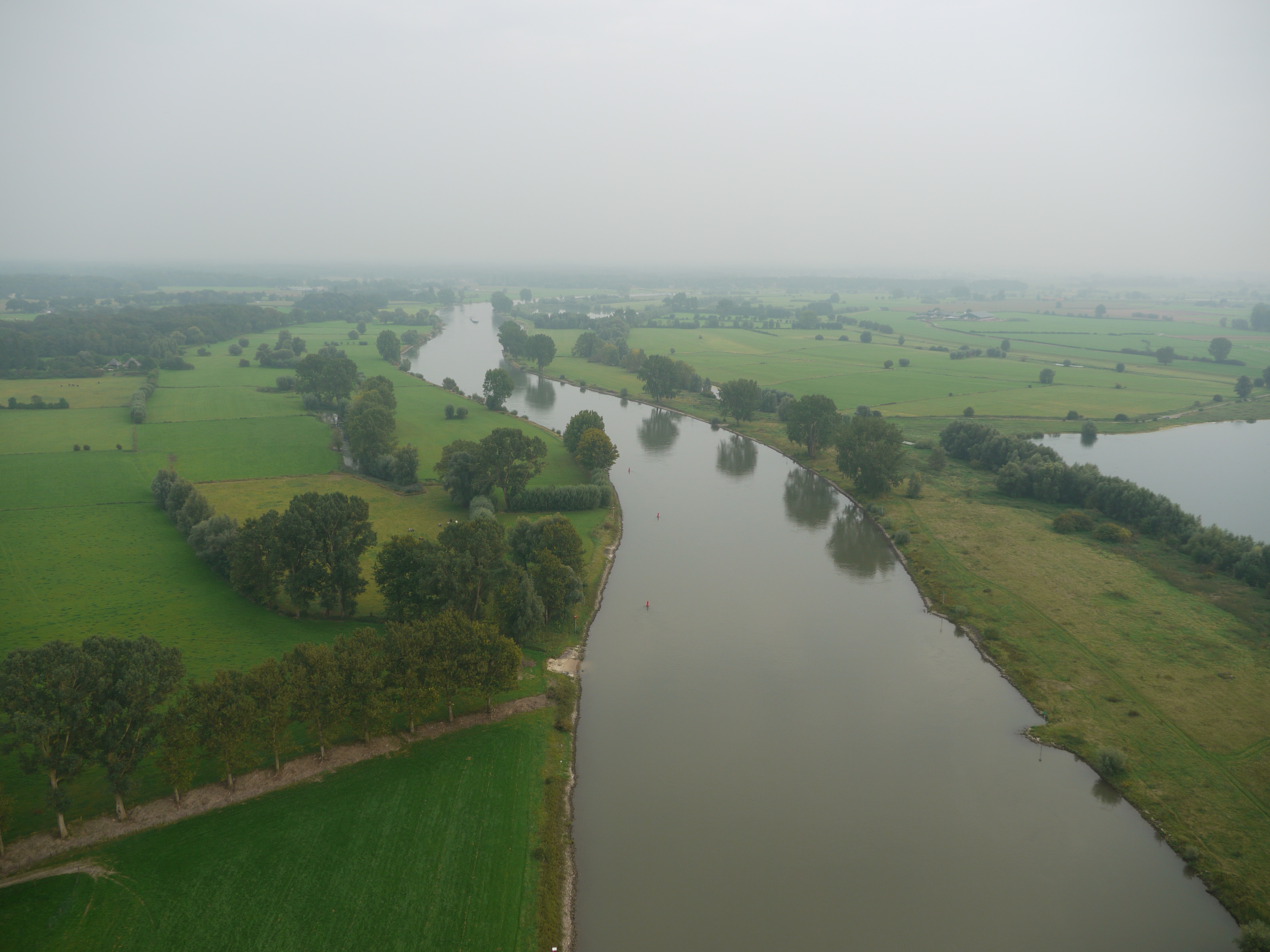
代芬特爾市段
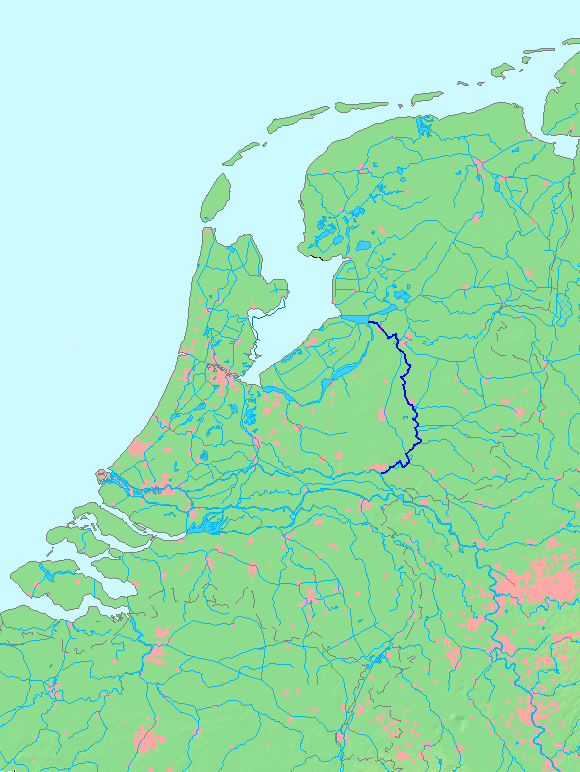
艾瑟爾河位於荷蘭的位置（深藍色）
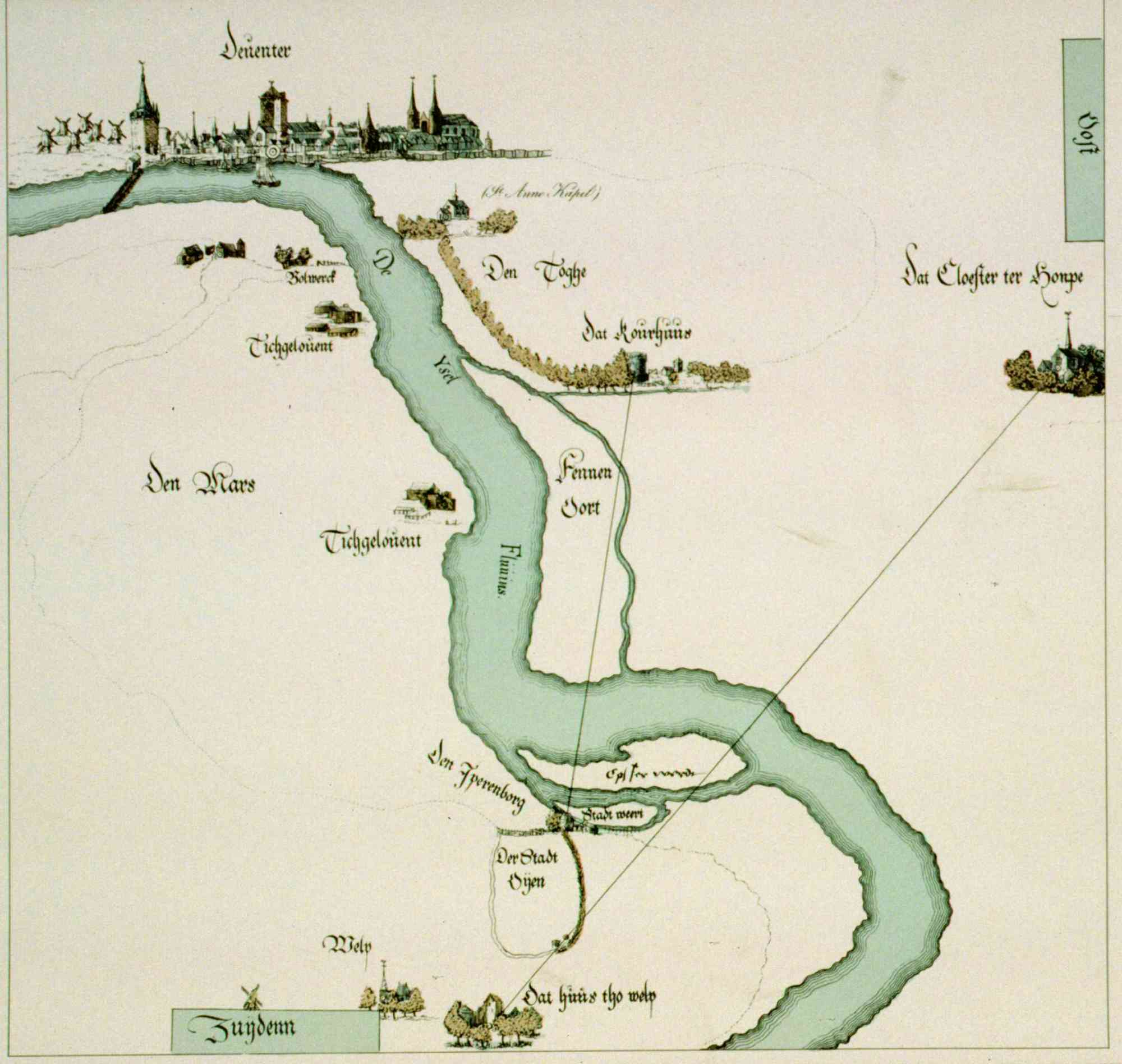
代芬特爾市段地圖（1567年）